# Donald Williams
Donald Earl Williams (Garner, Carolina del Norte, 24 de febrero de 1973) es un exjugador de baloncesto estadounidense que jugó durante doce temporadas en diferentes ligas de países como Suecia, Francia, Grecia, Alemania o Polonia, además de hacerlo una temporada en los Harlem Globetrotters y disputar ligas menores de su país. Fue elegido mejor jugador del torneo de la NCAA en 1993. Con 1,91 metros de altura, jugaba en las posiciones de base o escolta.

## Trayectoria deportiva

### Universidad
Jugó cuatro temporadas con los Carolina del Norte de la Universidad de Carolina del Norte en Chapel Hill, en las que promedió 15,5 puntos y 2,9 rebotes por partido. En 1993 se proclamó junto a su equipo campeón del Torneo de la NCAA, siendo elegido Mejor Jugador del Torneo tras anotar 25 puntos en la semifinal ante Kansas y otros 25 en la final ante Michigan. Anotó 10 de 14 triples entre ambos partidos, 5 de 7 en cada uno.

### Profesional
Tras no ser elegido en el Draft de la NBA de 1995, comenzó en el UBC Sankt Pölten de la liga austriaca un periplo que le llevó a jugar en ocho países diferentes, logrando tres campeonatos de liga, uno en la liga austriaca en 1996, otro en la liga filipina en 1999 y el último en la liga sueca en 2005.
En 2002 jugó en el CSP Limoges de la Pro A francesa, el equipo con más nombre de toda su trayectoria, disputando una temporada en la que promedió 10,8 puntos y 2,3 rebotes por partido. Al año siguiente jugó en el Melilla Baloncesto de la LEB Oro española, acabando su carrera en Suecia en 2007.